# Charles Band
Charles Robert Band (Los Angeles, 27 dicembre 1951) è un produttore cinematografico, regista e sceneggiatore statunitense.

## Biografia
Nato a Los Angeles, è figlio del regista e produttore italiano Albert Band con cui ha co-diretto vari film,  e fratello di Richard Band, autore di colonne sonore.
Dopo un esordio come attore nel 1962 ne La leggenda di Enea, ha iniziato con successo una carriera di produttore di film destinati quasi esclusivamente al cinema indipendente con la società di produzione cinematografica Full Moon Pictures (attualmente chiamata Full Moon Features). Ha invstito in film di registi come Stuart Gordon (Il pozzo e il pendolo, From Beyond - Terrore dall'ignoto, Castle Freak), il padre Albert Band (Ghoulies II - Il principe degli scherzi), Scott Spiegel (Terrore senza volto), William Shatner (Visitor), David S. Goyer (Giocattoli infernali), David Nutter, (I cavalieri interstellari, Cavalieri interstellari: Ultimo atto) e Jeff Burr (Il ritorno dei giocattoli assassini, Giocattoli assassini - Scontro finale).
Regista di Trancers - Corsa nel tempo, Trancers II: The Return of Jack Deth e Puppet Master: The Legacy, nel 1984 con la collaborazione dei registi Steven Ford, Ted Nicolaou, Rosemarie Turko, Peter Manoogian, Dave Allen e John Carl Buechler ha diretto Il demone delle galassie infernali. Nel 1990, si è diviso tra Bomarzo e Giove per le riprese di Meridian.

## Vita privata
Charles Band ha sposato la produttrice cinematografica Debra Dion, dalla quale ha avuto due figli (il cantante Alex Band e Taryn Band), e dalla quale ha divorziato nel 2004. Si è risposato con Meda Band, da cui ha avuto altri due figli (Zalman Band e Harlan Band).

## Filmografia parziale

### Regista

#### Cinema
- Trancers: City of Lost Angels - cortometraggio (1988)
- Pulse Pounders (1988)
- Meridian (1990)
- Distruzione totale (Crash and Burn) (1990)
- Trancers II: The Return of Jack Deth (1991)
- Invasori dalla IV dimensione (Doctor Mordrid), co-regia di Albert Band (1992)
- Prehysteria - arrivano i dinosauri (Prehysteria!), co-regia di Albert Band (1993)
- Giocattoli assassini (Dollman vs. Demonic Toys) (1992)
- Head of the Family (1996)
- Mystery Monsters (1997)
- Hideous! (1997)
- The Creeps (1997)
- Blood Dolls (1999)
- NoAngels.com, co-regia di Cybil Richards (2000)
- Puppet Master: The Legacy (2003)
- Dr. Moreau's House of Pain (2004)
- Decadent Evil (2005)
- Doll Graveyard (2005)
- The Gingerdead Man (2005)
- Aliens Gone Wild, co-regia collettiva (2005)
- Petrified (2006)
- Evil Bong (2006)
- Dead Man's Hand (2007)
- Decadent Evil II (2007)
- Erotic Secrets (2007)
- Dangerous Worry Dolls (2008)
- Evil Bong 2: King Bong (2009)
- Skull Heads (2009)
- Evil Bong 3: The Wrath of Bong (2011)
- Killer Eye: Halloween Haunt (2011)
- DevilDolls, co-regia di Peter Manoogian e Ted Nicolaou (2012)
- The Dead Want Women (2012)
- Puppet Master X: Axis Rising (2012)
- The Evil Clergyman - cortometraggio (2012)
- Ooga Booga (2013)
- Blood of 1000 Virgins (2013)
- Nazithon: Decadence and Destruction (2013)
- Unlucky Charms (2013)
- Bada$$ Mothaf**kas (2013)
- Gingerdead Man Vs. Evil Bong (2013)
- Babes Behind Bars (2013)
- The Haunted Dollhouse (2013)
- Trophy Heads (2014)
- Evil Bong 420 (2015)
- Kings of Cult (2015)
- Evil Bong: High 5 (2016)
- Ravenwolf Towers: The Feature (2016)
- Fists of Fury (2016)
- Evil Bong 666 (2017)
- Puppet Master: Axis Termination (2017)
- Evil Bong 777 (2018)
- Puppet Master: Blitzkrieg Massacre, co-regia di Jeff Burr e David DeCoteau (2018)

#### Televisione
- Full Moon Fright Night - serie TV (2002)
- Ravenwolf Towers - serie TV (2016)

### Regista e produttore
- Last Foxtrot in Burbank (1973)
- Crash - L'idolo del male (Crash!) (1976)
- Mutanti (Parasite) (1982)
- Tempesta metallica (Metalstorm: The Destruction of Jared-Syn) (1983)
- The Alchemist (1983)
- Il demone delle galassie infernali (Ragewar), co-regia collettiva (1984)
- Trancers - Corsa nel tempo (Trancers) (1984)

### Produttore
- Terrore nel buio (Mansion of the Doomed), regia di Michael Pataki (1976)
- Cinderella nel regno del sesso (Cinderella), regia di Michael Pataki (1977)
- End of the World, regia di John Hayes (1977)
- L'uomo laser (Laserblast), regia di Michael Rae (1978)
- Pornorella (Fairy Tales), regia di Harry Hurwitz (1978)
- Auditions, regia di Harry Hurwitz (1978)
- Horror Puppet (Tourist Trap), regia di David Schmoeller (1979)
- Il giorno in cui finì il tempo (The Day Time Ended), regia di John Cardos (1979)
- The Best of Sex and Violence, regia di Ken Dixon (1982)
- Filmgore, regia di Ken Dixon (1983)
- Il ritorno del samurai (Ghost Warrior), regia di J. Larry Carroll (1984)
- Ghoulies, regia di Luca Bercovici (1985)
- Alien - Zona di guerra (Zone Troopers), regia di Danny Bilson (1985)
- Troll, regia di John Carl Buechler (1986)
- Eliminators, regia di Peter Manoogian (1986)
- Terror vision - Visioni del terrore (TerrorVision), regia di Ted Nicolaou (1986)
- Striscia ragazza striscia (Crawlspace), regia di David Schmoeller (1986)
- From Beyond - Terrore dall'ignoto (From Beyond), regia di Stuart Gordon (1986)
- Zombiethon, regia di Ken Dixon (1986)
- I robot conquistano il mondo (Robot Holocaust), regia di Tim Kincaid (1986)
- Dolls, regia di Stuart Gordon (1987)
- Zona pericolosa (Enemy Territory), regia di Peter Manoogian (1987)
- Remember Time - Eutanasia di gruppo (1986)
- Il ritorno dei samurai (1986)
- La morte avrà i suoi occhi (1987)
- Ghoulies II - Il principe degli scherzi (1987)
- Sing Sing chiama Wall Street (1987)
- Tragica notte al bowling (1988)
- Ork (Cellar Dweller), regia di John Carl Buechler (1988)
- Catacombs - La prigione del diavolo (1988)
- Puppet Master - Il burattinaio (Puppet Mater), regia di David Schmoeller (1989)
- Transformer...e la bestia sorgerà dagli abissi (1989)
- Donne cannibali (1989)
- Terrore senza volto (1989)
- Puppet Master II, regia di Dave Allen (1990)
- Zona d'ombra (Shadowzone), regia di J.S. Cardone (1990)
- Robot Jox (1990)
- Il pozzo e il pendolo (1991)
- Subspecies (1991)
- Alla radice del male (1992)
- Giocattoli infernali (1992)
- Radio Alien (1992)
- Il potere della mente (1992)
- La mano assassina (1992)
- Il ritorno dei giocattoli assassini (1993)
- Radu, principe delle tenebre (1993)
- Mamma i ladri (1993)
- Guerre di robot (1993)
- Incontri ravvicinati del quarto tipo (1994)
- I cavalieri interstellari (1994)
- Cavalieri interstellari: Ultimo atto (1994)
- Giocattoli assassini - Scontro finale (1994)
- Castle Freak (1995)
- Il West del futuro (1996)
- Il regno segreto (1996)
- Alien Arsenal (1998)
- Curse of the Puppet Master (1998)
- Retro Puppet Master (1999)
- The Game (2000)
- Visitor (2002)
- Birth Rite - Dono di sangue (2002)
- Il risveglio del male (2002)
- Trancers 6: Life After Deth (2002)
- Puppet Master vs. Demonic Toys, regia di Ted Nicolaou (2004)
- Puppet Master: Axis of Evil, regia di David DeCoteau (2009)
- Gingerdead Man 3: Saturday Night Cleaver, regia di William Butler e Silvia St. Croix (2011)